# STS-51-J

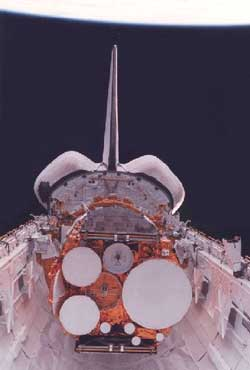

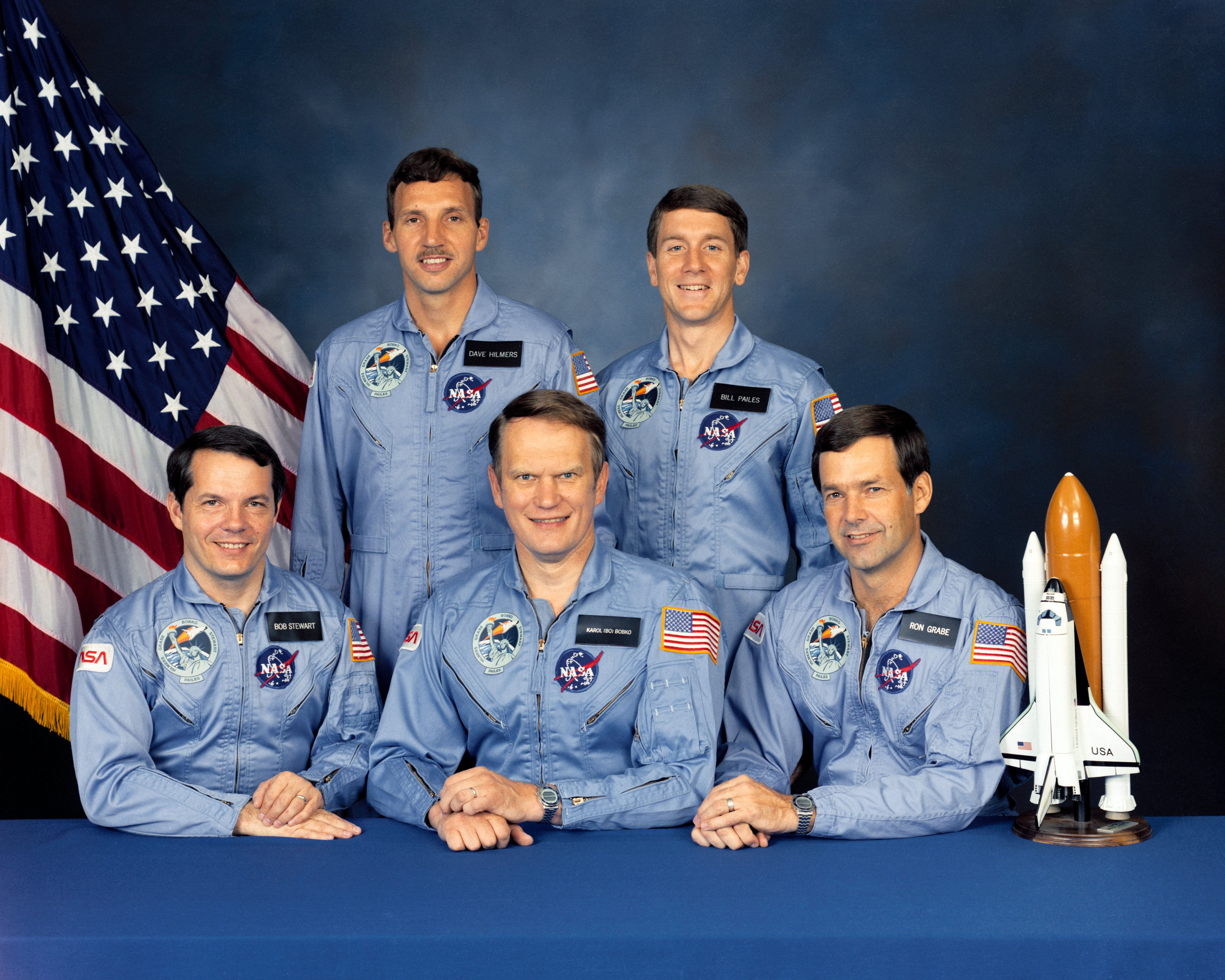
뒷줄: 데이비드 C. 힐머스, 윌리엄 A. 파일스
착석: 로버트 L. 스튜어트, 캐롤 J. 보브코, 로널드 J. 그레이브

STS-51-J는 NASA의 21번째 우주왕복선 임무이자 애틀랜티스 우주왕복선의 첫 비행이었다. 1985년 10월 3일 플로리다주 케네디 우주 센터에서 미국 국방부(DoD)의 탑재물을 탑재하여 발사되었으며, 1985년 10월 7일 캘리포니아주 에드워드 공군기지에 착륙했다.

## 승무원
비밀임무에 참여한 우주비행사 5명은 모두 현역 군인이었다. 윌리엄 A. 파일스가 STS-51-J 비행에 배정되기 전에 마이크 멀레인은 두 번째 우주 여행에서 임무 전문가 3으로 배정되었다는 소문이 돌았다.

## 임무 휘장

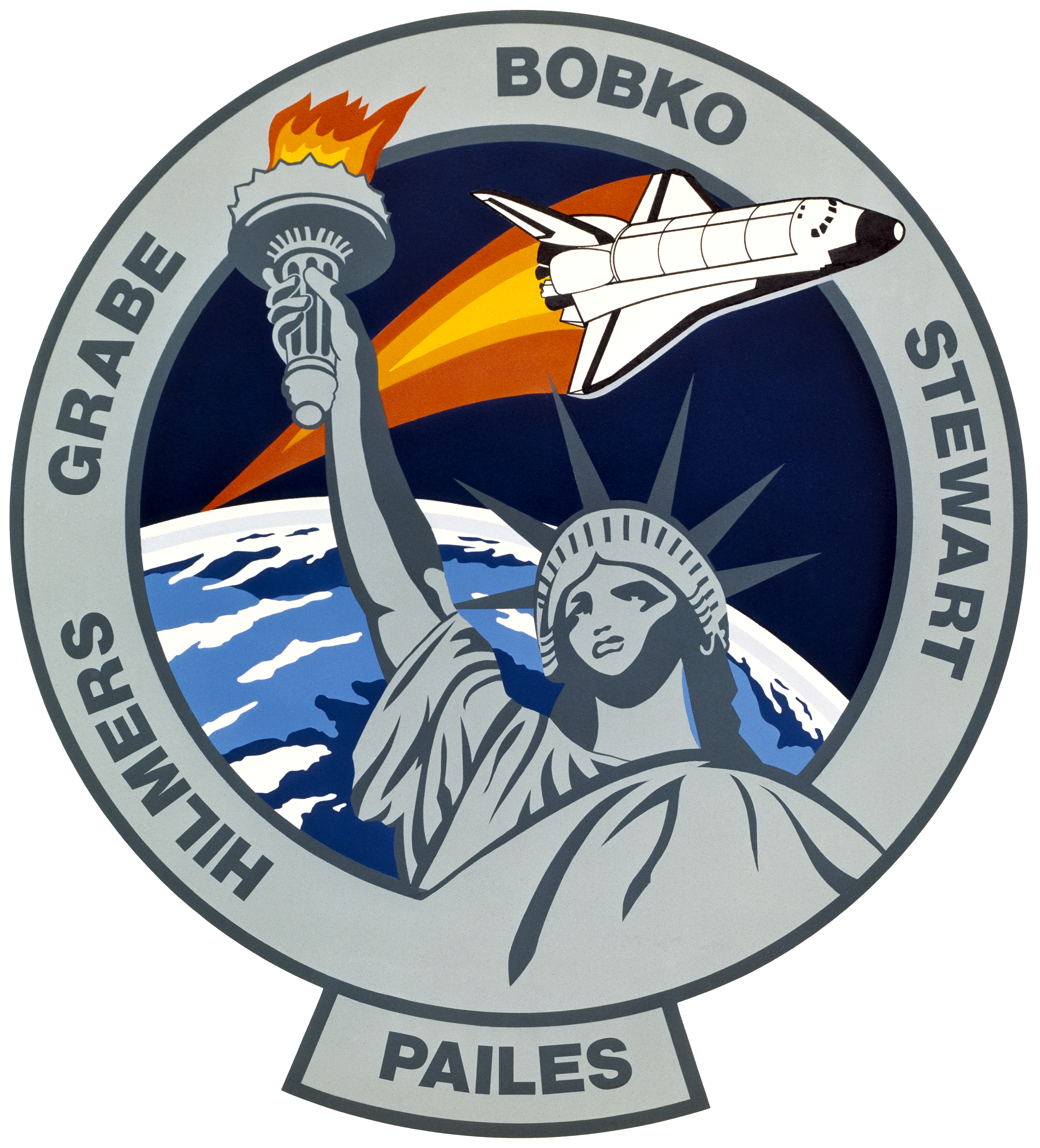

아틀란티스의 첫 번째 승무원이 디자인한 51-J 임무 휘장은 자유의 여신상과 그것이 상징하는 아이디어에 경의를 표하지만 첫 번째 임무처럼 임무의 "기밀화된" 성격을 강조하지 않기도 한다. 역사적인 관문 인물은 임무 사령관인 우주 비행사 캐럴 J. 밥코에게 추가적인 의미를 지닌다. 그리고 조종사인 로널드 J. 그레이브는 모두 뉴욕시 출신이다.